# Зяблуха (Вологодская область)
Зяблуха — упразднённая деревня в Нюксенском районе Вологодской области России.

## География
Урочище находится в северо-восточной части области, в подзоне средней тайги, к югу от реки Сухоны, на расстоянии примерно 43 километров (по прямой) к северо-востоку от Нюксеницы, административного центра района.

### Климат
Климат характеризуется как умеренно континентальный, с продолжительной холодной многоснежной зимой и относительно коротким умеренно тёплым влажным летом. Среднегодовая температура воздуха — +1,8 °C. Средняя температура воздуха самого холодного месяца (января) — −13,1 °C, средняя температура самого тёплого (июля) — +17 °С. Безморозный период длится 100—110 дней. Среднегодовое количество атмосферных осадков составляет 450—500 мм, из которых около 330—350 мм выпадает в вегетационный период. Снежный покров держится в течение 160—165 дней. В течение года господствуют ветры юго-западного направления.

## История
По данным 1914 года, в деревне проживало 130 человек (63 мужчины и 67 женщин). В административном отношении входила в состав Сученгского сельского общества Вострой волости Велико-Устюгского уезда.
В советское время действовал колхоз «Земледелец». В 1947 году в деревне проживало 47 человек. По состоянию на 1 января 1973 года входила в состав Востровского сельсовета.